# Stadtbibliothek Nürnberg
Die Stadtbibliothek Nürnberg ist die öffentliche Bibliothek der Stadt Nürnberg und eine der ältesten kommunalen Bibliotheken im deutschen Sprachraum. Als großstädtisches Bibliothekssystem besteht sie aus einer Zentralbibliothek, sechs Stadtteilbibliotheken, zwei Fahrbibliotheken und vier Schulbibliotheken.
Die Stadtbibliothek wurde 2011 mit dem Bildungszentrum Nürnberg (Volkshochschule) zum Bildungscampus Nürnberg organisatorisch zusammengeschlossen.

## Aufgabe
Die Stadtbibliothek Nürnberg übernimmt die Versorgung der Bürger der Stadt; die Musikbibliothek und die Wissenschaftliche Stadtbibliothek haben überregionale Bedeutung.
Der moderne Bau der Stadtbibliothek Zentrum am Gewerbemuseumsplatz 4 in der Nürnberger Innenstadt wurde am 24. Oktober 2012 neu eröffnet und vereint über 700.000 Medien unter einem Dach:
- Zeugnisse für über 600 Jahre Buch-, Bibliotheks-, Gesellschafts- und Geistesgeschichte bieten Handschriften und Drucke der Historisch-Wissenschaftlichen Stadtbibliothek; dazu gehört eine umfassende, bis in die Gegenwart fortgeführte und auf Vollständigkeit zielende orts- und landeskundliche Sammlung mit Literatur zu und über Nürnberg
- Größte Musikbibliothek Nordbayerns mit über 45.000 entleihbaren Medien, Noten, Bücher, DVDs, CDs, Musikinstrumenten, Schallplatten inklusive Plattenspieler und Digitalisierungsmöglichkeit (für LPs und MCs), 3 E-Pianos, Probenraum mit Podcast-/Aufnahmemöglichkeit und zahlreichen musikalischen Erlebnisstationen, u. a.:
  - einem frei zugänglichem Bodenklavier
  - einem Sonic Chair, einem Theremin
  - einer Pfeifenorgel
  - zwei Kinderklavieren
  - 1 Silent Piano (W.Hoffmann Vision V 120 Klavier VISION Silent) gestiftet von der Carl Bechstein Stiftung
  - eine Celesta der Firma Schiedmayer
  - ein Spinett der Firma Sperrhake
- Als Freizeitbibliothek konzipierte „Junge Bibliothek“ mit Jugendromanen, Comics, Mangas, Xbox One, PlayStation 4, PlayStation 5, Kreativwerkstatt
- Kinderbibliothek
- Fränkische Literatursammlung
- Ausstellungskabinett mit wechselnden Ausstellungen
- Comic- und Bilderbucharchiv
- Belletristik, Filme, Sachbücher, fremdsprachige Literatur, Zeitschriften, uvm.
- Zeitungs-Café Hermann Kesten

Die ausgeliehenen Medien können rund um die Uhr an einem Rückgabeautomaten zurückgegeben werden. Eine Bestellung der in den Magazinen aufbewahrten Medien ist über die Online-Kataloge möglich. Vor Ort nicht vorhandenen Medien können über Fernleihe ausgeliehen werden.
Seit dem 1. März 2013 sind Bücher, Zeitschriften und Zeitungen digital nutzbar und können über die Onleihe entliehen werden. Darüber hinaus bietet die Bibliothek weitere Medien digital an. Musik über Naxos Music Library,Noten über den Dienst nkoda sowie Zeitungen und Magazine über PressReader.

## Stadtteilbibliotheken
- Stadtbibliothek Gostenhof
- Stadtbibliothek Langwasser
- Stadtbibliothek Maxfeld
- Stadtbibliothek St. Leonhard / Villa Leon
- Stadtbibliothek Schoppershof
- Stadtbibliothek Südstadt im Südpunkt

## Geschichte

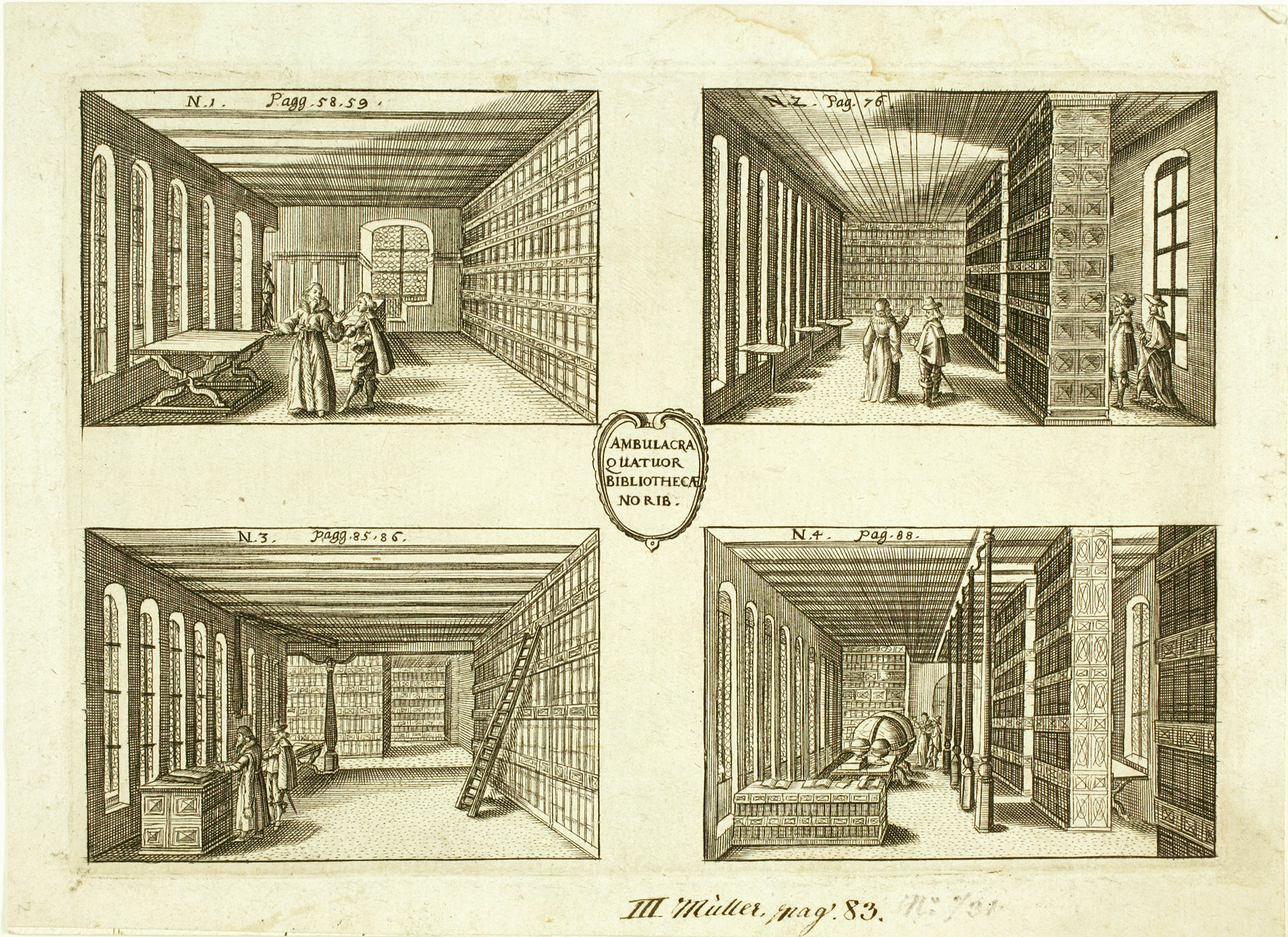
Blick in die vier Galerien über dem Kreuzgang des Dominikanerklosters mit den Beständen der Nürnberger Stadtbibliothek, 1643

Die Stadtbibliothek Nürnberg ging aus einer seit 1370 nachweisbaren Ratsbibliothek, der Bibliothek des Rats, hervor.
Der Kern bestand zunächst aus Drucken und Handschriften, die nach 1525 von den im Stadtgebiet gelegenen säkularisierten Klöstern übernommen wurden und Teilen der alten Ratsbibliothek
Diese „Bibliotheca publica Norimbergensis“ oder öffentliche Stadtbibliothek war um 1543 im ehemaligen Dominikanerkloster in der Nähe des Rathauses untergebracht.
Die Bestände wurden später durch Neuerwerbungen aller Fächer, vor allem aber aus dem Gebiet der evangelischen Theologie ergänzt. Im Lauf der Jahrhunderte kamen private Sammlungen von Gelehrten, Patriziern und Bürgern dazu.
Mit den übernommenen Kunstwerken, astronomischen Instrumenten und naturhistorischen Gegenständen baute der Rat seine Bibliothek als eine Art Kunst- und Wunderkammer aus.
Neben den Büchern wurden Kunstgegenstände, Skelette und wissenschaftliche Geräte ausgestellt fast wie in einem Museum. Die Stadtbibliothek stand allen Gebildeten für die Ausleihe von Büchern oder die Besichtigung der musealen Bestände offen.
Ihre Objekte  werden heute in den Museen der Stadt Nürnberg und im Germanischen Nationalmuseum als Leihgaben zur Verfügung gestellt.
Der Bestand wuchs kontinuierlich durch Dedikationsbände an den Rat sowie Privatbibliotheken und Norica-Sammlungen von Patriziern, Gelehrten und Bürgern der Stadt. Bedeutende Übernahmen bildeten die Bibliotheken des Stadtarztes Georg Palma, der Patrizierfamilie Paumgärtner, des bibliophilen Theologen Adam Rudolf Solger und des Melanchthon-Spezialisten Georg Theodor Strobel, sowie der Ankauf der umfangreichen Spezialbibliothek des Altdorfer Professors Georg Andreas Will 1792.
Mit der Schenkung der Norica-Sammlung des Kaufmanns Georg Paul Amberger 1844 war das gezielte Sammeln von Literatur zur Lokalgeschichte endgültig zu einem Erwerbungsschwerpunkt geworden.
Ab 1844 begann die Stadtbibliothek systematisch Sammlungen von Büchern, Zeitschriften, Zeitungen, Broschüren, Ansichtenfolgen, Karten, Genealogica, Autographen und Nachlässen zur Nürnberger Stadt- und Personengeschichte anzulegen.
Die in sechs Jahrhunderten gewachsenen Bestände an ca. 3.000 Handschriften und 77.000 Drucken haben einen hohen Wert als Quellen zur Kultur- und Geistesgeschichte der Stadt Nürnberg vom Hochmittelalter über die Blütezeit in Renaissance und Humanismus bis zum Niedergang im 18. Jahrhundert und zum Neuanfang im 19. Jahrhundert. Als besondere Aufgabe wird die Dokumentation der über die Stadt Nürnberg bzw. über Nürnberger Persönlichkeiten erscheinenden Literatur sowie seit 1964 die Fortführung einer Fränkischen Literatursammlung gepflegt.
Leiter der Städtischen Volksbücherei, 1921–1972
- 1921–1926 Hans Grässel
- 1927–1945 Hans Hugelmann
- 1946–1965 Gottlob Heckel
- 1967–1973 Robert Fritzsch

Direktoren der Wissenschaftlichen Stadtbibliothek, 1921–1972
- 1921–1951: Friedrich Bock
- 1952–1972: Karlheinz Goldmann

Direktoren der Stadtbibliothek (Wissenschaftliche und Öffentliche Bibliothek)
- 1973–1993 Robert Fritzsch
- 1994–2010 Eva Homrighausen

Direktoren der Stadtbibliothek im Bildungscampus Nürnberg
- seit 2011 Elisabeth Sträter

Bekannte Stadtbibliothekare im Nebenamt
- Johannes Saubert der Ältere
- Johann Michael Dilherr
- Adam Rudolf Solger
- Friedrich Wilhelm Ghillany

### Nachlässe
Die Stadtbibliothek verwahrt u. a. Nachlässe von
- Friedrich Bergold (1899–1983) (Manuskripte, Briefe)
- Elisabeth Engelhardt (1925–1978) (Manuskripte)
- Klaus Dietrich Hashagen (1924–1998) (sämtliche Kompositionen)
- Waldram Hollfelder (1924–2017) (Biographische Dokumente, sämtliche Kompositionen)
- Willibald Pirckheimer (1470–1530) („Pirckheimer-Papiere“: Briefe, Manuskripte [1861 erworben])
- Lazarus Spengler (1479–1534) (Manuskripte, Briefe)
- Willy Spilling (1909–1965) (Partituren; Totenmaske)
- Jakob Wassermann (1873–1934) (Teilnachlass: Romanmanuskripte, Briefe; Privatbibliothek [1967 erworben])
- Georg Andreas Will (1727–1798) (Briefe; „Bibliotheca Norica Williana“ [1792 erworben])
- Hermann Zapf (1918–2015) (Briefe, typographische und kalligraphische Werke und Entwürfe)

### Zusammenschlüsse

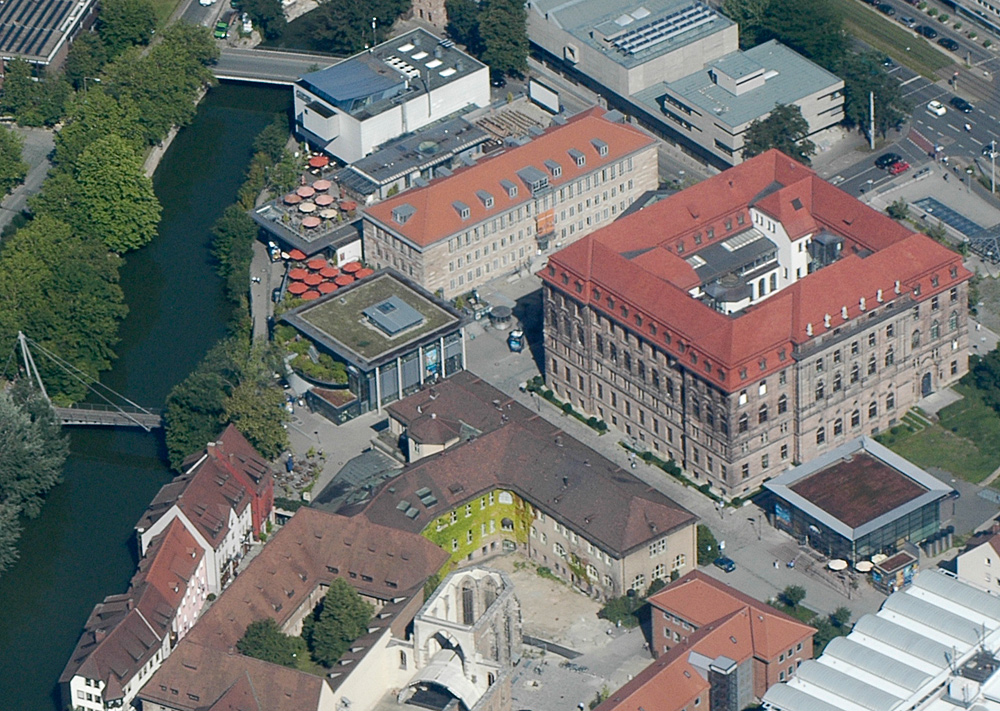
Luftbild mit Katharinenkloster, Luitpoldhaus mit Eingang der Stadtbücherei (Mitte) nahe der Pegnitz und Gewerbemuseum (darüber)

1973 wurde die wissenschaftliche Stadtbibliothek im ehemaligen Pellerhaus mit der seit dem späten 19. Jahrhundert bestehenden Volks- oder Stadtbücherei vereinigt. 2011 folgte der organisatorische Zusammenschluss mit dem Bildungszentrum Nürnberg (Volkshochschule) und dem Nicolaus-Copernicus-Planetarium zum Bildungscampus Nürnberg.

### Restitution von NS-Raubgut
Seit 1997 arbeitet der Publizist Leibl Rosenberg bei der Stadtbibliothek Nürnberg, um Buchbestände aus NS-Raubgut zu restituieren. Hierbei geht es vor allem um eine von dem NS-Funktionär Julius Streicher aufgebaute Bibliothek, die jüdischen Gemeinden und Privatpersonen geraubt worden waren. Diese Bücher gehören heute zur „Sammlung der Israelitischen Kultusgemeinde“ in der Nürnberger Stadtbibliothek.